# Ofensiva al sud de Palestina (1917)
L'ofensiva al sud de Palestina és una maniobra ofensiva d'ocupació que va començar el 31 d'octubre de 1917, amb la batalla de Beerxeba, realitzada durant la campanya del Sinaí i Palestina, de la Primera Guerra Mundial.